# CRUX (дистрибутив Linux)
CRUX — x86-64-оптимизированный дистрибутив Linux, ориентированный на опытных пользователей и поставляемый с помощью системы пакетов на основе tar.gz с BSD-стилями initscripts. Дистрибутив не основан ни на одном другом дистрибутиве Linux, и является независимым дистрибутивом. Также использует систему портов для установки и обновления приложений. 
Хотя crux является латинским словом для «креста», выбор названия «CRUX» сам по себе не имеет смысла. Пер Лиден выбрал его, потому что он «прозвучал круто» и заканчивается на «X», что ставит его в соответствие с другими нововведениями Unix, такими как IRIX, Ultrix, macOS и IBM AIX.

## Установка
CRUX не включает программу установки с графическим интерфейсом. Вместо этого пользователь загружает ядро, хранящееся на диске или дискете: разделяет жёсткий диск, на который будет установлена операционная система (с использованием такой программы, как fdisk или cfdisk): создаёт соответствующие файловые системы на разных разделах; монтирует CD или NFS совместно с разделами, сделанными ранее для использования сценария установки пакета; компилирует новое ядро; и устанавливает загрузчик, все через команды оболочки.

## Управление пакетами
CRUX реализует инфраструктуру, аналогичную инфраструктуре операционных систем на базе BSD для управления пакетами. Пакеты состоят из Pkgfile (который является сценарием оболочки), любых патчей, необходимых для настройки работы программы, хешей md5sum, используемых для проверки целостности загруженных файлов и файла footprint с указанием файлов, которые должны быть включены в пакеты. Эти файлы загружаются из репозитория программного обеспечения CRUX, скомпилированы и установлены с использованием интерфейса prt-get для pkgutils. Исходный код программного обеспечения загружается с веб-сайтов соответственно адресу источника, указанному в pkgfile.

## История версий
| Версия | Дата          |
| ------ | ------------- |
| 1.0    | декабрь 2002  |
| 1.1    | март 2003     |
| 1.2    | август 2003   |
| 1.3    | декабрь 2003  |
| 1.3.1  | февраль 2004  |
| 2.0    | март 2004     |
| 2.1    | апрель 2005   |
| 2.2    | апрель 2006   |
| 2.3    | март 2007     |
| 2.4    | декабрь 2007  |
| 2.5    | декабрь 2008  |
| 2.6    | сентябрь 2009 |
| 2.7    | октябрь 2010  |
| 2.7.1  | ноябрь 2011   |
| 2.8    | октябрь 2012  |
| 3.0    | январь 2013   |
| 3.1    | июль 2014     |
| 3.2    | ноябрь 2015   |
| 3.3    | февраль 2017  |
| 3.4    | май 2018      |
| 3.5    | июнь 2019     |
| 3.6    | декабрь 2020  |
| 3.6.1  | декабрь 2020  |
| 3.7    | сентябрь 2022 |

## Мнения
Симоне Рота сделала обзор CRUX для OSNews. Она написала:
Поскольку для использования CRUX вы должны скомпилировать своё собственное ядро и модули, список совместимости оборудования в основном совпадает с ядром Linux (2.4.21 в тестируемой версии). На компакт-диске отсутствуют сторонние модули, в случае неподдерживаемого оборудования единственным вариантом является выбор драйверов с другого компьютера. Загрузочное ядро CD-ROM скомпилировано с относительно небольшим набором параметров, которого должно быть достаточно для загрузки машины и продолжения установки.
Блог, названный «The Reviewr», рассмотрел CRUX 2.2.

## Обзоры
- Алексей Федорчук. CRUX, или Linux для аскета. citkit.ru (5 июня 2005). Дата обращения: 17 февраля 2012. Архивировано из оригинала 12 мая 2012 года.